# Armand Lanusse
Pour les articles homonymes, voir Lanusse.
Armand Lanusse (La Nouvelle-Orléans, 1810 - ibidem, 16 mars 1868) était un écrivain, activiste et éditeur américain créole . En 1845 il édite Les Cenelles, un recueil de poèmes écrits par des personnes créoles de la Nouvelle Orléans. Cet ouvrage est généralement considéré comme la première anthologie de poésie afro-américaine publiée aux États-Unis. Il a aussi été un des fondateurs de L'Institut Catholique des Orphelins Indigents dont il a été le directeur de 1852 à 1867 .

## Œuvres
- Les Cenelles, 1845. Il écrivit et édita ce livre avec 17 autres poètes afrocréoles louisianais.